# Roberto Mangabeira Unger
Roberto Mangabeira Unger (Río de Janeiro, 24 de marzo de 1947) es un filósofo y político brasileño. Es autor de más de dos decenas de libros sobre teoría social, pensamiento jurídico y económico, alternativas políticas y filosofía. Su obra expone y desarrolla los ideales de una sociedad más libre, menos rígida y jerárquica y apunta a la realización y al establecimiento de un sistema que permita una revisión constante de las formas institucionales basada en la meta de profundizar la democracia, dándole a más personas más acceso a un mayor número de oportunidades. Su trabajo en materia jurídica desafió exitosamente el consenso metodológico de la disciplina y transformó la teoría jurídica contemporánea. Sus escritos filosóficos han sido reconocidos por lidiar exitosamente con algunos de los problemas más persistentes y fundamentales de la existencia humana, y han sido puestos en diálogo directo con David Hume y Kant, y comparados con Dante y John Milton. Esta actividad intelectual sirve de base para su actividad política directa en Brasil y el resto de América Latina. 
Mangabeira Unger ha enseñado en Harvard Law School toda su vida adulta. En 1976, se transformó en el profesor más joven de esa institución en recibir una cátedra permanente. Desde entonces, ha enseñado a mucho de la elite dirigente mundial, incluyendo a Barack Obama, quien participó activamente en el curso “Reinventando la Democracia”, dictado por Mangabeira Unger a finales de los 80’. En general, solo enseña en el segundo semestre de cada año académico, cubriendo temas que van desde la historia del pensamiento religioso hasta soluciones programáticas para la crisis económica global de la actualidad.
En la raíz del pensamiento mangabeiriano está la convicción que el mundo puede reimaginarse. Su obra parte de la premisa de que no existen arreglos sociales, políticos o económicos que sean naturales y que subyacen en el comportamiento individual o social. Los derechos de propiedad, la democracia liberal y el trabajo rentado, por ejemplo, no son más que artefactos históricos que no mantienen una relación necesaria con las metas de una actividad humana libre y próspera. Los libros de Mangabeira Unger han buscado analizar y desarrollar en detalle los ideales de la actividad humana en sus dimensiones social política y económica, y liberarlos de las cadenas institucionales. Solo entonces, sostiene, puede desatarse el potencial humano en toda su amplitud y hacernos “más parecidos a Dios”. Para Mangabeira Unger, el mercado, el Estado, y cualquier otra forma de organización social humana no deben ser confinados a ciertos arreglos institucionales rígidos. Por el contrario, deben permanecer abiertos a la experimentación y a la revisión, para encontrar la forma adecuada que promueva el proyecto de empoderamiento de la humanidad. Gran parte de la obra mangabeiriana representa un intento por repensar a la sociedad y a la política con el propósito de liberar a los hombres y a las mujeres de las limitaciones de la jerarquía social y de la degradación de la esclavitud económica, así como de accionar los ideales de la democracia empoderada y de la libertad individual.
Mangabeira Unger ha actuado por muchos años en la política de Brasil, donde ha intentado concretar estas alternativas políticas. Fue uno de los miembros fundadores del Partido del Movimiento Democrático Brasileño (PMDB) y escribió su manifiesto fundacional. Dirigió las campañas presidenciales de Leonel Brizola y de Ciro Gomes, fue candidato a diputados nacional y dos veces precandidato a la Presidencia de la República. Además, sirvió como Ministro de Asuntos Estratégicos en el segundo gobierno de Luis Inacio Lula da Silva. Desde febrero de 2015, se desempeña como ministro de Asuntos Estratégicos de Brasil, en el gobierno de Dilma Roussef. 

## Formación

### Familia
El abuelo materno de Mangabeira Unger, Otávio Mangabeira, fue el último de los ocho hijos de Francisco Cavalcanti Mangabeira, un farmacéutico pobre del estado de Bahía, y su esposa Augusta. El hermano de Octavio, João Mangabeira, fundó el Partido Socialista Brasileño. Su hermana María Mangabeira fundó una orden religiosa. Otávio era profesor en la Escuela Politécnica de Bahía cuando ganó popularidad al dar un discurso público sobre el Cometa Halley en 1910. Ese discursó lanzó su carrera política, que finalmente derivaría en su designación como Ministro de Relaciones Exteriores a finales de los años 20’ antes de que la dictadura de Getulio Vargas lo sometiera a una serie de encarcelamientos y exilios en Europa y Estados Unidos. En 1947, dos años después de regresar a Brasil, fue elegido como Gobernador de Bahía. En 1958 sería elegido senador.
Los dos padres de Mangabeira Unger fueron intelectuales consumados. Su padre Artur, nacido en Dresde, llegó a Estados Unidos siendo un niño, se convirtió en ciudadano naturalizado y tuvo una exitosa carrera como abogado. Su madre, Edyla Mangabeira, fue periodista y poetisa. Como tal publicó numerosos libros de poesía y unas memorias de sus experiencias como activista social en Brasil, llamada Três exílios e uma guerra. Sus artículos aparecieron en muchos de los principales publicaciones del país. Artur y Edyla se conocieron en una fiesta en Estados Unidos durante el exilio de Otávio.

### Primeros años
Roberto Mangabeira Unger nació en Río de Janeiro el 24 de marzo de 1947. Sus padres vivían en Estados Unidos en esa época, pero su padre Artur sufrió un ataque cardíaco durante una visita de la familia a Brasil. El incidente retrasó el regreso a Estados Unidos y provocó que el nacimiento de Roberto tuviera lugar en el país sudamericano. Luego de la recuperación de Artur, los tres volvieron a Nueva York, dónde el niño pasaría su infancia y asistiría a la escuela privada Allen-Stevenson. Mangabeira Unger, quien pasaba sus vacaciones junto a su abuelo materno, considera esos veranos disfrutados en “el enorme estallido de vida salvaje, exótico y extático que era Brasil”, como la gran influencia en su concepción de y su pasión por la política. 
Cuando tenía 7 años, su madre comenzó a leerle la traducción de Benjamin Jowett de La República de Platón, una experiencia que identifica como el origen de su interés por el pensamiento especulativo. A los 11 años, Mangabeira Unger se mudó a Brasil con su madre, ya que esta había enviudado recientemente. Comenzó a asistir a una escuela jesuita dónde aprendió a hablar portugués correctamente y llegó a graduarse en Derecho por la Universidad Federal de Río de Janeiro en diciembre de 1969. Tres meses antes había sido admitido anticipadamente como estudiante de posgrado en la Harvard Law School, con la condición de que completara exitosamente sus exámenes finales. Por haber comenzado tarde las clases en Harvard, la universidad dispuso que participara en sesiones tutoriales especiales, que le dieron a Mangabeira Unger la oportunidad de conocer y debatir con los profesores más destacados.
Al terminar su maestría, Mangabeira Unger se quedó otro año en Harvard como investigador. Durante este tiempo, el gobierno militar en Brasil arrestó a su hermana, lo que le quitó todo incentivo para regresar a Brasil. En ese momento recibió una invitación para quedarse en el programa doctorado y enseñar. A los 22 años de edad, Mangabeira Unger comenzó a enseñar contratos a los estudiantes de primer año, muchos de los cuales eran mayores que él.

### Carrera académica
En 1976, a la edad de 29 años, se convirtió en uno de los miembros más jóvenes del cuerpo de profesores en recibir la titularidad permanente en Harvard Law School. Ese mismo año también ganó la codiciada Beca Guggenheim. Aunque formalmente se desempeñaba como profesor de derecho, a menudo enseñaba cursos de teoría social y filosofía. Para su curso "Santo Tomás de Aquino, Kant y Hegel" el decano le solicitó que agregará algo “de la ley”. Mangabeira Unger recuerda que, "le dije que no porque el código de honor me impedía decirle que sí a una figura de autoridad… Él se rió, se encogió de hombros y eso fue todo. Desde ese momento ningún decano de la Escuela de Leyes me ha pedido jamás nada."6
El comienzo de su influyente y exitosa carrera en la academia se dio con la publicación de Knowledge and Politics (en español – Conocimiento y Política, Fondo de Cultura Económica) y Law in Modern Society, en 1975 y 1976 respectivamente. Estas obras ofrecen un análisis y una crítica de los supuestos legales, políticos, morales y epistemológicos que subyacen en gran parte del pensamiento moderno. Knowledge and Politics apunta a la filosofía política liberal que, según argumenta, redujo el mundo a un conjunto de falsas antinomias —reglas versus valores, razón versus deseos, etc.-, mientras que Law in Modern Society explora los orígenes del derecho en el Occidente moderno y sostiene que, a diferencia de lo que en general se asume, no hay una relación natural entre los arreglos legales, políticos y económicos existentes.
Estas obras llevaron al nacimiento del movimiento de Estudios Legales Críticos, corriente que Mangabeira Unger inició junto con Duncan Kennedy y Morton Horwitz. El movimiento suscitó gran controversia en las escuelas de leyes de todo Estados Unidos, ya que desafiaba el academicismo jurídico habitual y hacía propuestas radicales para la educación legal. Para principios de los 80’ el movimiento tenía cientos de adherentes que asistían a diversas conferencias y eventos anuales. Unos años después, se desencadenó un debate interno muy acalorado en Harvard, que enfrentó a los protagonistas de la corriente de Estudios Legales Críticos con académicos más tradicionales. A pesar de que se distanciaría del movimiento cuando este tomó nuevos rumbos, varios especialistas han dicho que su teoría social es la única que provee una base creíble para la críticas que la corriente realizó contra las ideas imperantes en el pensamiento jurídico. Él mismo diría que el legado más importante de los Estudios Legales Críticos es que aborda el pensamiento legal "como una indagación de las posibilidades de reconstrucción, una herramienta para concebir instituciones mejores”.
Durante gran parte de los 80’ se dedicó a terminar su magnum opus Politics: A Work in Constructive Social Theory un trabajo de tres volúmenes sobre el cambio social, que rivaliza con la visión de Karl Marx. La obra lleva al extremo la interpretación de la sociedad como un artefacto, y da por tierra con la idea de la necesidad de ciertos arreglos institucionales. Estos libros son el producto natural de su trabajo anterior sobre derecho, ya que extienden la condición de construcción social arbitraria de las instituciones legales a toda otra actividad humana. Publicado en 1987, Politics presenta una crítica devastadora de la teoría social y de la política contemporáneas, desarrolla una profunda y original teoría de cambio ideológico y estructural, provee un relato alternativo de la historia mundial y elabora una nueva visión de futuro. Al derribar la idea de que hay una progresión necesaria desde un conjunto de arreglos institucionales a otro (por ejemplo, del feudalismo al capitalismo), y al construir una teoría de cambio social antinecesitaria sobre cómo se puede pasar de un conjunto de arreglos institucionales a otro, estos escritos pusieron los cimientos para reimaginar el mundo y crear una alternativa viable a la democracias liberales del Atlántico Norte.
Las siguientes décadas fueron dedicadas a elaborar aún más los elementos desarrollados. Politics lo hace a través de la profundización de la búsqueda de alternativas políticas y sociales. What Should Legal Analysis Become? (Verso, 1996) contribuye con herramientas para reimaginar la organización de la vida social. Democracy Realized: The Progressive Alternative (Verso, 1998 – en español: La Democracia Realizada. La Alternativa Progresista, Editorial Manantial) y What Should the Left Propose? (Verso, 2005 – en español: La Alternativa de la Izquierda, Fondo de Cultura Económica) adelantan propuestas institucionales alternativas. 
En 2004 fue elegido como miembro de la American Academy of Arts and Sciences.

### Influencias intelectuales
Su modelo de práctica filosófica es cercano al de los filósofos que buscaron forjar una visión integral de la realidad al usar y resistirse al conocimiento especializado de su tiempo. Puede ser leído como un pragmatismo radicalizado, pero también como un intento de desconectar las ideas y experiencias que se desarrollaron en Occidente bajo la influencia del Cristianismo de las categorías de la filosofía griega. Su pensamiento también tiene afinidad con la filosofía de Henri Bergson, especialmente en lo relacionado con su entendimiento del tiempo. A menudo conversa implícitamente con la filosofía de Hegel, a quien Mangabeira Unger le adjudica haber contribuido con la "ambición de entender globalmente el principio de conciencia histórica” Sin embargo, el pensamiento de Mangabeira Unger, a diferencia del de Hegel, repudia las ideas de una evolución predeterminada del espíritu y de un lugar de descanso definitivo.
Considera los linajes del romanticismo y del existencialismo como voces poderosas en la lucha contra el mundo, pero rechaza la idea romántica y existencialista de que podemos ser completamente humanos solo si le hacemos la guerra a la estructura, la rutina y la repetición (una guerra en la que los románticos y existencialistas consideran que estamos condenados a la derrota). En cierto sentido, su pensamiento es inverso a la filosofía de Arthur Schopenhauer, ya que afirma el valor superior de la vida, la realidad y profundidad del yo, pero se abstiene del voluntarismo. Se aleja del batido de tambores que realiza Nietzsche en presencia de la muerte, ya que considera a este triunfalismo desesperado como un malentendido sobre quiénes somos y en qué nos podemos transformar.
Dos conjuntos de influencias intelectuales se combinan con los de la historia de la filosofía occidental. Una es la teoría social clásica, y especialmente la teoría social de Marx, tomada como el ejemplo más logrado de las perspicacias y las ilusiones propias de la tradición teórica. La otra es la novela europea del los siglos XIX y XX, vista como una fuente de comprensión de nuestra experiencia y de auto-entendimiento.

## Pensamiento

### Teoría Social

#### Política vol. I: Teoría social
Para Mangabeira Unger, la teoría social ha fracasado en su tarea de llevar al extremo la idea de la sociedad como artefacto. En Social Theory: Its Situation and its Task sostiene que la teoría social clásica nació proclamando que la sociedad es hecha e imaginada y no la expresión de un orden natural subyacente, pero al mismo tiempo su capacidad fue acotada por la ambición, igualmente prevalente, de crear explicaciones de la historia y del desarrollo social que se asemejaran a leyes. La ciencia humana que se desarrolló afirmó identificar un número pequeño de tipos sociales posibles, que coexistieron o se sucedieron a través de tendencias ineludibles definidas por profundas restricciones económicas, organizativas o psicológicas. El marxismo es el ejemplo máximo de ese desarrollo.
La ciencia social convencional y las teorías que nos ha legado caen en uno de dos tipos: teoría social de la estructura profunda o ciencia social positiva. El primero hace una distinción entre las prácticas rutinarias y los contextos institucionales subyacentes que le dan forma a esas prácticas. Al mismo tiempo, sin embargo, este tipo de teoría social asocia esta distinción con tipos indivisibles de organización social y sus supuestas leyes de desarrollo. De esta forma, las posibilidades de desarrollo social y humano se ven reducidas y limitadas. Por su parte, la práctica de la ciencia social positiva se niega a aceptar la distinción entre contexto formativo y rutinas formadas como el ejercicio central de explicación social e histórica; en cambio, ve a la sociedad y a la historia como una serie infinita de episodios de resolución de problemas. Esto ha llevado a que la ciencia social o bien adhiera a un guion sobre la historia o la organización social, o bien descarte cualquier intento explicativo en favor de solo detallar el conflicto y su resolución.

#### Política vol. II: Falsa necesidad
Habiendo formulado esta crítica a la teoría social, la tarea principal que se plantea Mangabeira Unger en False Necessity es reconstruir la teoría social en una forma que resista las tipologías y la naturaleza necesitaría de la teoría social de estructura profunda y que evite el fracaso de las ciencias sociales positivas en explicar el mundo. Su meta sería proveer una teoría del cambio discontinuo y llevar la idea de la sociedad como artefacto hasta el extremo.
En este intento comenzó por formular la teoría de la falsa necesidad, que sostiene que nuestros mundos sociales son los artefactos resultantes de nuestros esfuerzos humanos. No hay un pre-conjunto de arreglos institucionales al que nuestras sociedades deben adherir, y no hay molde de desarrollo histórico necesario que ellas deban seguir. En cambio, somos libres para elegir y desarrollar las formas y los caminos que nuestras sociedades tomarán en un proceso de conflictos y resoluciones. Sin embargo, esto no abre el camino a la contingencia absoluta. Hay grupos de arreglos institucionales que trabajan conjuntamente para concretar ciertas formas institucionales (la democracia liberal, por ejemplo). Estas formas son la base de la estructura social, y Mangabeira Unger las llama contexto formativo. Para explicar cómo nos movemos de un contexto formativo al otro sin las limitaciones de necesidad histórica de la teoría social convencional (del feudalismo al capitalismo, por ejemplo), y para hacerlo sin dejar de ser fiel al entendimiento clave del empoderamiento humano individual y del pensamiento social anti-necesitario, Mangabeira Unger reconoce que hay un número infinito de formas de resistir las limitaciones sociales e institucionales que pueden llevar a un número infinito de resultados. Esta variedad de formas de resistencia y empoderamiento hace posible el cambio. Mangabeira Unger denomina a esta empoderamiento como capacidad negativa. Aclara, sin embargo, que esos resultados siempre dependen de las formas de las que surgen. El nuevo mundo es construido sobre el ya existente.

#### Política vol. III: Plasticidad en el poder
En el tercer volumen de Politics, Plasticity into Power: Comparative-historical studies on the institutional conditions of economic and military success, aporta el material histórico del que se nutrió para formular la teoría desarrollada en los primeros dos volúmenes. Tres enigmas claves en la historia de las sociedad humanas dan marco a la discusión. El primer enigma es cómo las sociedad encontraron soluciones para evitar la reversión contante de una economía monetaria hacia una economía natural, y cómo Europa pudo crear las condiciones que cerraron para siempre el camino de esta reversión. El segundo enigma es el problema de la protección, o cómo las sociedades crearon los medios para usar su riqueza para pagar por violencia, y cómo emplearon la violencia para proteger su riqueza. El tercer enigma es cómo las sociedad pudieron alcanzar superioridad militar. 
En el centro de la discusión sobre estos tres enigmas, y en el corazón del argumento del libro, está la idea de que no hay un camino único y necesario hacia el desarrollo social, económico o militar. Los medios por los que las sociedad de Europa Occidental se aseguraron una ventaja económica y militar sobre el resto del mundo tuvieron lugar a través de una organización azarosa y contingente y de las actividades de algunos sectores, no a través de un conjunto dado de condiciones necesarias y suficientes. 
Así, en respuesta al primer enigma, Mangabeira Unger muestra que Europa Occidental rompió con el ciclo de reversión gracias a que las elites estaban fragmentadas, lo que permitió el surgimiento de una clase independiente de productores que floreció libremente y dio paso a la innovación industrial y al desarrollo proto-democrático. Fue fundamental la no intervención del Estado a favor de la elite, que hizo posible que los campesinos y productores independientes competir sin sucumbir a la protección o a la subyugación de la elite terrateniente. 
Al abordar el segundo problema, la relación entre riqueza y violencia, Mangabeira Unger muestra que la innovación europea respecto a las soluciones tradicionales para proteger a la riqueza de la violencia y usar la riqueza para obtener violencia fue una combinación de financiamiento público y emprendimiento militar, que permitió a los estados movilizar medios económicos y recursos humanos para proteger las fronteras y proyectar sus imperativos económicos. Sin embargo, para lograr esto los estados debieron ser fuertes y las elites fragmentadas. Aun así los resultados no eran inevitables, como en el caso del estado holandés del siglo XVII, que era comparativamente rico pero no invirtió en desarrollo militar y consecuentemente fue superado por Gran Bretaña.

#### Democracia empoderada
La democracia empoderada es la visión de Mangabeira Unger de un conjunto más abierto y más plástico de instituciones sociales a través de las cuales los individuos y los grupos pueden interactuar, proponer cambios y empoderarse efectivamente para transformar las estructuras sociales, económicas y políticas. La estrategia clave es combinar la libertad de comercio y de gobierno en el nivel local con la habilidad del gobierno central para promover experimentos sociales radicales que provocarían cambios decisivos en las instituciones sociales y políticas.
En la práctica, la teoría incluiría desarrollos radicales en la política en el centro, e innovaciones sociales en las localidades. En el centro, al cederles una amplia variedad de poderes de revisión a los que están en cargos públicos, se le daría a los partidos políticos la habilidad de intentar realizar concretas y profundas soluciones y propuestas. Esto substituiría los conflictos partisanos por el control y el uso del poder gubernamental en una oportunidad para cuestionar y revisar los arreglos básicos de la vida social a través de la resolución rápida de los impasses políticos. En las comunidades locales, la democracia empoderada haría disponible el capital y la tecnología a través de la rotación de fondos de capital, lo que alentaría el emprendedorismo y la innovación. Los derechos de los ciudadanos incluyen el derecho a la seguridad económica y cívica, reclamos condicionales y temporarios de capital social por parte de diversos grupos, y derechos de desestabilización, lo que daría a los individuos y a los grupos el poder de perturbar el desarrollo de organizaciones y prácticas estropeadas por rutinas de subyugación a las que la política normal no hubiera podido perturbar.

#### Las ciencias sociales y las humanidades hoy
Mangabeira Unger considera que, en su estado actual, las ciencias sociales y las humanidades han sucumbido al influjo de tres impulsos que estancan su desarrollo y restringen su poder transformador. Estos son los impulsos racionalizantes, humanizantes y escapistas.
- Racionalización: los cientistas sociales contemporáneos racionalizan el orden social presente como un estado natural y lo consideran el triunfador de una competencia con alternativas fallidas. En la práctica, los cientistas sociales se limitan a explicar el paisaje institucional actual de la forma en que este se presenta, sin reconocer que los arreglos sociales en exploración son el producto de un lugar y un tiempo histórico particular. Las leyes que ellos generan no pueden, por lo tanto, ser leyes universales para las sociedades humanas, ya que una vez que el contexto institucional cambia, estas “leyes” no continuarán siendo válidas.
- Humanización: el pensamiento legal y político de hoy opera a partir de la premisa de que no podemos cambiar fundamentalmente a la sociedad y, por lo tanto, debemos solo intentar hacer que nuestro mundo imperfecto sea humanamente mejor. En lugar de reestructurar los cimientos que causan desigualdad e inseguridad, aquellos que apuntan a humanizar al mundo abogan por transferencias compensatorias de riqueza por parte de los gobiernos para atenuar las inequidades del mercado. Para Mangabeira Unger, los teóricos políticos y jurídicos que se limitan a solo humanizar el orden presente son víctimas de una “pobreza de imaginación sobre el cambio estructural” y de la falsa postura que indica que debemos elegir entre humanización (esto es, la reforma en los bordes) y la revolución (la substitución de un sistema entero por otro). En respuesta, Mangabeira Unger argumenta que no es necesario elegir entre la revolución y la humanización porque las sociedades no son “sistemas indivisibles, que se mantienen o caen en una pieza” y por lo tanto se puede lograr una reconstrucción gradual.
- Escapismo: esta tendencia se limita a describir y explorar aventuras de la conciencia, que no tienen relación alguna con el esfuerzo por encarar los problemas relacionados con la reconstrucción del orden social. Los escapistas se concentran en un aventurismo espiritual, al tiempo que renuncian a las instituciones y prácticas de la sociedad. En cambio, Mangabeira Unger sostiene que algunas instituciones son más propicias para el cambio que otras, y que caeríamos en un error fatal si con pesimismo creyéramos como máxima universal que todas las estructuras son enemigos inalterables de nuestros espíritus trascendentes.

#### Vocación transformadora
Mangabeira Unger argumenta que hay tres ideas sobre el trabajo en sociedad: el trabajo como un llamamiento honorable, el trabajo como instrumento, y el trabajo como vocación transformadora. El trabajo como llamamiento honorable es la idea de que “la labor permite que el individuo sostenga a la familia que le provee sus relaciones de sostén más importantes”. El empleo le da la dignidad, comprueba que tiene competencias y experiencia en alguna área de la sociedad, e indica que no es ni cambiante, ni dependiente ni carente de utilidad.
La concepción instrumental del trabajo es la idea de que el trabajo “carece de autoridad intrínseca y no tiene poder propio para conferir dignidad o dirección a la vida humana”. Mangabeira Unger dice que concebir la actividad diaria de esa forma es “ver al mundo social totalmente opresivo y ajeno.” Para él, los que ven al trabajo de esa forma carecen de cualquier sentimiento de pertenencia al mundo.
La concepción final del trabajo conecta la realización personal con la transformación. En esta concepción, el trabajo del individuo es una lucha contra los defectos o los límites de la sociedad existente y del conocimiento disponible. Aquellos que poseen tal “vocación transformadora” encuentran que “la realización personal y el servicio a la sociedad se combinan” y que “la resistencia se convierte en el precio de la salvación”. Mangabeira Unger afirma que la noción de vocación transformadora es una idea insurgente, en crecimiento en todo el mundo, que le presenta “una guerra espiritual, en general silenciosa, a las otras dos concepciones del trabajo”.

### Pensamiento legal

#### Law in Modern Society: Towards a Criticism of Social Theory
La primera etapa de la obra de Mangabeira Unger explora la conexión entre ley e instituciones sociales. La cuestión que guía esta obra, piedra angular de la corriente de Estudios Legales Críticos, es determinar por qué las sociedades modernas tienen un sistema legal con distinciones entre las instituciones, como las legislaturas y las cortes, y una casta especial de abogados que posee un método especial de razonamiento sobre problema sociales. Aún más, ¿por qué surgieron estas prácticas en primer lugar en Occidente? Teóricos como Marx y Weber, por no mencionar a los pensadores neoliberales, han sostenido que esto fue producto de la necesidad económica de asegurarse los derechos de propiedad y la autonomía del individuo. Mangabeira Unger rechaza esta explicación determinista y argumenta, en Law and Modern Society, que este sistema de derechos privados no está basado ni en la necesidad, ni en la eficiencia, ni en la superioridad moral, sino que es el resultado de un desarrollo político y cultural particular y contingente.
Entrando en una forma de conversación teórica con Marx y Weber, comienza por explorar los orígenes de la ley en el Occidente moderno y las presiones que comenzaron a socavar los arreglos jurídicos contemporáneos. La principal cuestión a resolver es por qué las sociedades modernas tienen sistemas legales que distinguen entre instituciones, como las legislaturas y las cortes, y por qué tienen una casta especial de abogados que cuentan con un método particular de razonar sobre los problemas sociales. Marx y Weber explicaron esto como una imperativo económico para el desarrollo capitalista. Mangabeira Unger argumenta que fue el resultado de desarrollos culturales y políticos específicos de Europa Occidental, y que no hay una base fáctica que indique que su conformación es condición necesaria para otros desarrollos. Mangabeira Unger identifica tres tipos ideales de derecho, que se corresponden con tipos ideales que reflejan la naturaleza de las relaciones sociales y representan significativamente a la totalidad de la población, satisfaciendo así las condiciones de legitimación del orden social. Estos son: derecho de costumbre (característicos de las sociedades tribales), derecho burocrático (emergente en los imperios agrarios) y el orden jurídico liberal de hoy (que es general, público, positivo y autónomo). Es este tercer tipo, el orden legal liberal, el que debe ser explicado y no considerado como natural.
Según Mangabeira Unger, el orden legal liberal, en su desarrollo, pone a todos en igualdad ante la ley, quitándole así toda inmunidad al soberano. Esto llevó a la separación de poderes y a una práctica en la que las reglas son autónomas, no morales no religiosas. De la misma forma, las instituciones de derecho son autónomas y el razonamiento legal adhiere al conjunto de reglas establecido y no a códigos morales. Estos arreglos y este pensamiento legal surgió en Europa no por una conexión necesaria entre los mencionados códigos legales y el orden económico, sino como resultado de las relaciones indeterminadas entre la monarquía, la aristocracia y la burguesía. Tomó su generalidad de forma de la larga tradición del derecho natural y la universalidad.

### Pensamiento económico
En el centro del pensamiento mangabeiriano sobre la economía está el compromiso de repensar y rehacer los arreglos institucionales que marcan la forma en la que las personas producen e intercambian bienes. De la misma forma en que lo hace en sus trabajos sobre teoría legal y social, la obra de Mangabeira Unger en materia económica rechaza las tendencias necesitarías de los economistas clásicos y neoclásicos y busca alternativas a los arreglos y a las presupuestos de las sociedad contemporáneas. Partiendo de la premisa de que las instituciones económicas no tienen una forma inherente o natural, su objetivo es revisar y proponer ideas sobre los elementos constitutivos más importantes de las economías de mercado, la división de trabajo, el lugar de trabajo y la economía global.

#### Críticas a las ideas convencionales
La crítica de Mangabeira Unger a la economía tradicional comienza con la identificación de un momento clave en la historia económica cuando el análisis de la producción y del intercambio se alejó de la teoría social en busca de lograr la objetividad científica. En su análisis, la economía clásica se enfocaba en las relaciones causales entre las actividades sociales, que estaban conectadas con la producción y distribución de riqueza. Los economistas clásicos indagaban sobre la verdadera base del valor, las actividades que contribuían a la riqueza, los sistemas de derechos o las formas de gobiernos en las cuales la gente se enriquecía. A finales del siglo XIX, en respuesta a los ataques de los socialistas y como una forma de escapar del acertijo de la teoría del valor y establecer la forma en la que el valor se transforma en precio, surge la economía marginalista. Este movimiento distanció a la economía de su compromiso descriptivo y prescriptivo, en un esfuerzo por abandonar el debate sobre cómo funciona la sociedad. Para Mangabeira Unger, este momento en la historia de la economía robó a la disciplina de su valor práctico y analítico. 
La crítica del marginalismo comienza con la teoría del equilibrio de Walras, que intenta lograr certeza en el análisis económico al correr a un costado las controversias normativas de la organización social. Mangabeira Unger encuentra tres debilidades en esa teoría. Primero, la teoría sostiene que en la economía de mercado el equilibrio se generaría espontáneamente. En realidad, el equilibrio de auto ajuste no ocurre. Segundo, la teoría propone una determinada imagen del mercado. Históricamente, sin embargo, el mercado ha mostrado ser indeterminado, tomando distintas formas. Tercero, el uso polémico que hace de la eficiencia no logra dar cuenta de las diferencias entre individuos, clases y generaciones. 
Las consecuencias del movimiento marginalista sobre el estudio de la economía fueron profundas. El problema inmediato es que, bajo esta tendencia generalizante, no hay medios para incorporar a la evidencia empírica y así reimaginar el mundo y desarrollar nuevas teorías y nuevas direcciones. Por ello, la disciplina es ahora teorética y autorreferencial. Más aún, la falta de una visión normativa del mundo limita la habilidad de aportar algo más que una prescripción de política, que por definición siempre asume un contexto dado. Así la disciplina solo puede racionalizar el mundo y sostener el statu quo. Finalmente, Mangabeira Unger concluye que este viraje en la economía terminó por universalizar los debates de la macroeconomía, dejando a la disciplina sin ninguna perspectiva histórica. Una consecuencia de ello fue, por ejemplo, que una solución puntual propuesta por Keynes para una crisis histórica particular terminó transformándose en una teoría general cuando debió haber sido entendida como una respuesta a una situación puntual.

#### Reorientando a la economía
Para Mangabeira Unger la economía no puede ser autista respecto a las ideas sobre la vida individual y social. La actividad humana y la organización política debe ser incorporados en el análisis del comercio y de las economías. Para rehacer la disciplina, llama a un retorno a la práctica normativa de la economía clásica pero despojada de sus presupuestos necesitarios y sus referencias tipológicas. El desarrollo de las ideas prescriptivas es una necesidad imperativa. La disciplina debe conectar la transformación de la naturaleza con la de la sociedad, la producción de las cosas con la reorganización de las personas.
En “La Reinvención del Libre Comercio”, Mangabeira Unger presenta un conjunto de ideas para comenzar a pensar la actividad económica:
- El problema de la especialización y el descubrimiento. La competencia llaga a inhibir la auto transformación cuando los socios comerciales son desiguales pero no radicalmente desiguales, ya que ambos están forzados a recortar los costos en lugar de innovar e incrementar la eficiencia.
- El problema de la política sobre la economía. Cuando el diseño y la implementación de políticas no es un proceso de descubrimiento, sino de imposición de arriba hacia abajo, el control rígido por parte del estado limita la forma en la que una sociedad puede responder a las tensiones y a las crisis. De esta forma, la política termina por crear sus propios presupuestos y limita la creatividad y las soluciones alternativas.
- El propósito del comercio libre. El libre comercio debe fortalecer la capacidad de auto transformación al organizar el régimen de intercambio en una forma que potencia la capacidad de los socios comerciales de experimentar e innovar. La pregunta pasa a ser no cuánto libre comercio debe haber, sino qué tipo de comercio debe existir. Los mejores arreglos son los que imponen las menores restricciones.
- Comercio libre alternativo. Siendo que el mercado no tiene una forma natural, la economía puede organizada en diferentes formas y lo mismo ocurre con el comercio.
- La división del trabajo reformulada. La organización del trabajo de acuerdo al modelo de la fábrica de alfileres pone a la labor humana como similar al trabajo de una máquina.

Precisamente por eso, podemos dejar ese tipo de tareas para las máquinas , y dedicarnos a innovar en las áreas en que aún no hemos encontrado la fórmula necesaria para hacer que aquellas hagan el trabajo. La producción debe ser un proceso de aprendizaje colectivo e innovación permanente.

#### Reconstruyendo las instituciones económicas
Para Mangabeira Unger, la economía no es solo un mecanismo para crear riqueza sino también para descubrir e innovar. Como tal, debería permitir la mayor libertad posible para recombinar gente y recursos, y fomentar la innovación en los marcos institucionales. Le economía de mercado no debe ser una versión dogmática única de sí misma.
Para ello, presenta un número de propuestas institucionales generales que apuntan a reestructurar el régimen mundial de comercio e introducir nuevas alternativas en la economía de mercado. Para el comercio global, por ejemplo, señala la necesidad de experimentar con diferentes regímenes de propiedad en el seno de los cuales pueden coexistir múltiples tipos de derechos en un mismo sistema de mercado, sin estar atadas a los derechos de propiedad individual y al trabajo contractual. En términos generales, en lugar de tener la maximización del comercio global como meta, Mangabeira Unger señala la necesidad de abrir la economía mundial en una forma que reconcilie la apertura global con la diversificación, la herejía, el experimento a escalas nacional y regional. Para las economías nacionales, rechaza la necesidad de requerir un flujo libre de capital, ya que en ciertas circunstancias podría ser indispensable restringirlo. En cambio, pone énfasis en el libre flujo de personas. El horizonte debería ser que la mano de obra se mueva libremente por todo el mundo.

#### Sobre el estímulo económico
Recientemente en un video de YouTube Mangabeira Unger presenta tres políticas claves para lidiar con el estado actual de la economía.
- Cambiar la forma en la que las finanzas se relacionan con la producción, para que aquellas estén al servicio de estas. Se debe tributar y regular a las finanzas que no cumplan con este propósito. Adicionalmente, se deben usar fondos públicos para los fondos de capital de riesgo.
- Ampliar las oportunidades económicas al apoyar a las empresas pequeñas y medianas. Se debe rechazar tanto la regulación a distancia del gobierno como el modelo de control estatal, y propiciar la cooperación entre el gobierno y las empresas. Estas deben poder competir y cooperar simultáneamente.
- Establecer un sistema educativo que responda a las necesidades de una economía vibrante, a través principalmente de las escuelas vocacionales que enseñan conceptos generales y flexibilidad y no habilidades específicas para trabajos determinados.

#### Ilusiones de necesidad en el orden económico
El primer artículo que Mangabeira Unger escribió sobre economía fue uno llamado ‘Illusions of necessity in the economic order’, publicado en el número de mayo de 1978 en el American Economic Review. En ese escrito aboga por la necesidad de que el pensamiento económico contemporáneo imite a la económica política clásica, incorporando a las teorías sobre el intercambio dentro de las teorías sobre poder y precepción, y señala que el problema de la economía estadounidense es su inhabilidad para afianzar una democracia productiva en el lugar de trabajo.. Este fracaso es el resultado de la falta de un programa comprensivo que abarque a la producción, al estado y a la sociedad en general, por lo que los intentos de lidiar con la desigualdad son absorbidos y apropiados por fuerzas del statu quo (por ejemplo, los sindicatos) que buscan obtener ganancias inmediatas para sus adherentes. 
Para lograr la democracia en el lugar de trabajo y la abolición de la pobreza, Mangabeira Unger proponer conectar el programa de la comunidad trabajadora con una ampliación de la democracia a nivel nacional; la meta no puede ser solo relacionada con la producción económica y los derechos de los trabajadores, debe también ser acompañada por un proyecto nacional estructural. Por ello avanza la idea de ir más allá de la mera restructuración de la relación entre la empresa y el estado basada en la propiedad privada, para llegar a un nuevo conjunto de derechos que dé cabida al acceso generalizado a empleos, mercados y capital, con el objetivo de que sean extendidos a los trabajadores los derechos de toma de decisión descentralizada. Este movimiento debe acompañarse con límites en el tamaño de la empresa y en la manera en la que las ganancias se utilizan para control el trabaja ajeno.
La economía neoclásica no está a la altura de esa tarea, porque utiliza estándares preconcebidos que utiliza para explicar los datos empíricos, pero deja afuera lo que considere una anomalía teórica. Para los neoclásicos no hay base causal de análisis, todo está alojado en un universo sin tiempo sin ningún registro del contexto. La ambigüedad de los conceptos de maximización, eficiencia y racionalización ata al análisis a una noción específica de comportamiento racional del individuo, haciendo que dicho análisis sea tautológico o se reduzca a un conjunto de relaciones de poder traducidas en un lenguaje de intercambio material.

### Pensamiento programático
La necesidad de reimaginar las instituciones sociales antes de intentar cambiarlas es de importancia clave en el pensamiento de Mangabeira Unger. Esta necesidad reclama un programa, o un pensamiento programático. Al construir este programa, sin embargo, no debemos albergar la noción de una revisión revolucionaria completa, ya que correríamos el riesgo de ser alcanzados por tres falsos supuestos:
- La falacia tipológica: es la indica que en la historia hay una lista cerrada de alternativas institucionales, como el feudalismo o el capitalismo. En realidad, no hay una forma natural de sociedad, solo un resultado específico de los cambios institucionales graduales, de los movimientos políticos y de las reformas culturales (incluso de los accidentes y las coincidencias históricas) que lo antecedieron.

- La falacia de la indivisibilidad: la mayoría de los adherentes al izquierdismo revolucionario creen erróneamente que las estructuras institucionales deben caer o permanecer en una pieza. Sin embargo, las estructuras pueden reformarse gradualmente.

- La falacia determinista: es la que habla de la existencia de fuerzas (semejantes a leyes) incontrolables y poco entendidas que manejan la sucesión histórica de los sistemas institucionales. Sien embargo, no hay un flujo natural de la historia. Nosotros nos forjamos a nosotros mismos y a nuestro mundo, y lo podemos hacer de la forma que elijamos hacerlo.

Para pensar programáticamente la transformación social, se debe determinar en primer lugar la dirección que se desea que la sociedad siga, y luego identificar los primeros pasos para movernos en esa dirección. De esta forma se puede formular diversas propuestas en distintos puntos de la trayectoria, sea que estos sean relativamente cercanos o relativamente lejanos al estado actual de las cosas. Esto provee una tercera vía entre la revolución y la reforma. Es una reforma revolucionaria, en la cual se tiene una visión revolucionaria, pero se actúa en una secuencia d e reformas graduales. Como Mangabeira Unger lo formula, la política transformadora “no tiene que ver con planos detallados, sino con caminos. No es arquitectura, es música”.

#### Las dos izquierdas
Mangabeira Unger identifica dos izquierdas en el mundo hoy,: una izquierda recalcitrante y una izquierda humanizante. La Izquierda recalcitrante busca desacelerar la marcha de los mercados y de la globalización y regresar a un tiempo de mayor involucramiento gubernamental y de programas sociales más fuertes. La Izquierda humanizante (o reformista) acepta al mundo en su forma actual, toma a la economía de mercado y a la globalización como inevitables y apunta a humanizar sus efectos a través de políticas de transferencia.
Ambas orientaciones son, para Mangabeira Unger, inadecuadas. Reclama, entonces, una Izquierda “reconstructiva”, que insista en redirigir el curso de la globalización por medio de la reorganización de la economía de mercado. En sus libros The Left Alternative y The Future of American Progressivism, Mangabeira Unger presenta un programa para democratizar la economía de mercado y profundizar la democracia. Esta Izquierda reconstructiva iría más allá de los debates sobre el tamaño adecuado del gobierno y replantearía la relación entre gobierno y empresas en la economía de mercado al experimentar con la coexistencia de diferentes regímenes de propiedad privada y social. Como la Izquierda recalcitrante y la humanizante, estaría comprometida con la solidaridad social, pero “se negaría a permitir que nuestros intereses morales relacionados con la cohesión social descansen exclusivamente en transferencias de dinero realizadas por el Estado en la forma de una redistribución compensatoria y retrospectiva”. En cambio, la Izquierda reconstructiva de Mangabeira Unger afirma “el principio de que cada uno debe compartir, en algún momento y de alguna forma, la responsabilidad de cuidar directamente de otras personas”.

#### El programa alternativo de la izquierda
Mangabeira Unger ha diagramado pospuestas de políticas concretas en áreas de desarrollo económico, educación, sociedad civil y democracia política.
- Respecto al desarrollo económico, Mangabeira Unger ha notado que hay disponibles en la actualidad solo dos modelos de economía nacional: el modelo de Estados Unidos, según el cual el gobierno regula a las empresas a distancia, y el modelo del noreste asiático, con un control horizontal y burocrático de la economía. Afirmando la necesidad de una mayor imaginación al abordar el tema, ha propuesto un tercer modelo, que es descentralizado, pluralista, participativo y experimental. Se trataría de una economía que alentaría el desarrollo de y la innovación en las pequeñas empresas, las que a su vez fomentarían el autoempleo y la cooperación a gran escala. El énfasis no estaría puesto en la protección de la gran empresa como el agente más importante de la economía, sino en la innovadora pequeña empresa de alta movilidad.

- Mangabeira Unger ata el desarrollo de ese tipo de economía a la existencia de un sistema educativo que impulse la creatividad y empodere a la mente, a diferencia del sistema actual, que en su opinión está orientado a reproducir la situación de los miembros de la familia a través de las generaciones y a poner al individuo en servicio del Estado. Propone que este sistema educativo sea conducido en el ámbito local, pero que cumpla con estándares impuestos a través de un monitoreo nacional, y que se complemente con un procedimiento para intervenir en los casos en los que fallen los sistemas locales.

- La crítica que Mangabeira Unger le hace a los programas sociales llega al corazón de la sociedad civil. El problema con el que nos encontramos ahora, dice, es que tenemos un sistema burocrático de distribución, que provee servicios públicos de mala calidad y prohíbe la participación de la sociedad civil en la provisión de los mismos. La alternativa que propone pasa por hacer que el Estado equipe a la sociedad civil para que esta participe en los servicios y cuidados públicos. Esto implicaría el empoderamiento de cada individuo para que él o ella tenga dos responsabilidades: una en la economía productiva y otra en la economía solidaria.

- En lo referido a la democracia política, Mangabeira Unger reclama un sistema de alta energía que disminuya la dependencia que el cambio tiene respecto a la crisis. Esto se puede hacer, según él, al quebrar la amenaza constante de estancamiento e institucionalizar más profundamente a la política y a los partidos a través de cinco conjuntos de innovaciones institucionales. Primero, se trata de aumentar la participación colectiva por medio del financiamiento público de las campañas y el acceso gratuito a los medios de comunicación. Segundo, se debe acelerar el ritmo de la actividad política al permitir superar los impasses legislativos permitiendo que el partido que detenta el poder pueda impulsar exitosamente propuestas y reformas, al tiempo que se le permite a la oposición disolver al gobierno y llamar a elecciones. Tercero, cualquier sector de la sociedad debe poder optar por no participar en el proceso político tal cual está vigente y proponer soluciones alternativas para su propia gobernanza. Cuarto, el Estado debe tener el poder de rescatar a los grupos oprimidos que no pueden liberarse a sí mismos a través de la acción colectiva. Quinto, se debe incluir rasgos de la democracia participativa directa, en la cual la participación activa de la población no se limite al apoyo financiero de los agentes políticos, sino que también esta pueda involucrarse en los asuntos locales y nacionales a través de la acción y la propuesta.

### Filosofía
En el centro de la filosofía de Mangaberia Unger se encuentran tres nociones fundamentales: la infinidad del individuo, la singularidad del mundo y la realidad del tiempo. La premisa detrás de la infinidad del individuo es que, si bien las personas existen dentro de contextos sociales, ellas son mucho más que los roles que esos contextos pueden definir. En consecuencia, el contexto puede ser superado. En términos del propio autor, estamos al mismo tiempo ligados al contexto y trascendiéndolo; nos revelamos “espíritu encarnado”, como “lo infinito aprisionado en lo finito”. No hay estado natural para el individuo y su ser social. Por el contrario, no tenemos un curso prefijado. Ninguna institución o convención social nos puede contener completamente. Si bien le dan forma a nuestras interacciones, podemos cambiar su estructura y la medida en la que nos aprisionan.
La filosofía de la singularidad del mundo y de la realidad del tiempo pone a la historia como el escenario de la acción decisiva por medio de la sugerencia de que hay un solo mundo real, y no universos múltiples y simultáneos, y de que el tiempo en verdad existe, y no es un mero simulacro a través del cual experimentamos el mundo. Estas ideas cuestionan a Kant y a su legado, y reafirman que el futuro permanece abierto gracias a “la comprensión de lo actual y la imaginación de lo futuro."
Los conceptos de infinidad y realidad descansan en el corazón del programa de Mangabeira Unger, que propicia revoluciones metafísicas e institucionales. Recordar la encarnación del espíritu en el mundo significa que las rutinas que ese espíritu no pueda penetrar o transformar deben que ser quebradas, lo que solo se puede hacer cambiando nuestras instituciones sociales en formas novedosas que dejen abiertas todas las posibilidades y permitan el experimentalismo en la vida y en las estructuras.

#### El Yo y la naturaleza humana
En Passion: An Essay on Personality, Mangabeira Unger explora la relación del individuo con la sociedad desde la necesidad de cada uno de establecerse como un ser único en el mundo pero, al mismo tiempo, encontrar puntos en común y solidaridad con el resto de las personas. Esta exploración es cimentada en lo que Mangabeira Unger llama una "imagen modernista del ser humano", que vive en un contexto pero no está atado a ese contexto.
El objetivo de Mangabeira Unger es doble. En primer lugar, dirigir una crítica –y al mismo tiempo defender y expandir- al pensamiento moderno sobre lo humano y la sociedad, “para que esta práctica pueda resistir mejor las críticas que la filosofía le ha hecho desde Hume y Kant”. Y segundo, desarrollar una teoría prescriptiva de la identidad humana centrada en las pasiones, nuestras respuestas crudas al mundo que son ambivalentes respecto de la razón pero que también actúa en servicio de la razón. Menciona nueve pasiones que organizan y son organizadas por el trato con otros: lujuria, desesperación, odio, vanidad, celos, envidia, fe, esperanza y amor. Aunque estos estados emocionales pueden ser vistos como emoción cruda, sus expresiones están siempre condicionadas por el contexto en el que el individuo las moviliza.

#### La Religión y la condición humana
Mangabeira Unger ha escrito y hablado ampliamente sobre religión y la condición humana. La religión, sostiene, es una visión del mundo dentro de la cual anclamos nuestra orientación en la vida. Es en el marco de esta orientación que lidiamos con nuestros terrores más grandes y con nuestros más altas esperanzas. Debido a que estamos condenados a morir, deseamos la vida eterna; debido a que no podemos absorber la totalidad de la existencia o del universo, tratamos de disipar el misterio y dar una explicación comprensible; debido a que tenemos un deseo insaciable, clamamos por un objeto que sea digno de este deseo, uno que sea infinito. Los humanos inicialmente forjaron un discurso religioso en la naturaleza, a la que le confirieron la propia susceptibilidad humana. Pero a medida que las sociedades evolucionaron y las personas desarrollaron formas de afrontar la imprevisibilidad de la naturaleza, el énfasis de la religión pasó a la existencia social y sus defectos. Un nuevo momento en la religión comenzará, según Mangabeira Unger, cuando dejemos de decirnos que todo estará bien y comencemos a enfrentar los defectos incorregibles de la existencia humana. El futuro de la religión reside en abrazar nuestra mortalidad y nuestra carencia de fundamento absoluto. 
Mangabeira Unger observa cuatro defectos en la condición humana. Estos son: nuestra mortalidad y el enfrentar nuestra muerte inminente; nuestra falta de fundamento absoluto, en el sentido de que no podemos alcanzar la solución al enigma de la existencia, ni ver el comienzo o el fin del tiempo, ni aplazar la búsqueda del significado de la vida; nuestra insaciabilidad, ya que siempre queremos más y exigimos lo infinito de lo que es finito; y nuestra susceptibilidad al menosprecio, lo que nos pone en la posición de confrontar constantemente con las rutinas mezquinas que nos fuerzan a morir muchas pequeñas muertes.
Hay tres principales respuestas en la historia del pensamiento humano a estos defectos: escape, humanización y confrontación:
La superación del mundo niega el mundo fenoménico y sus distinciones, incluyendo al individuo. Proclama benevolencia hacia los demás y sostiene que se logra la serenidad al hacerse invulnerable al sufrimiento y al cambio. El Budismo y el pensamiento filosófico de Platón y Schopenhauer son los mejores exponentes de esta orientación. 
La humanización del mundo crea significado a través de las interacciones sociales en un mundo que carece de significado, al poner todo el énfasis en la responsabilidad recíproca del uno para con el otro. El Confucionismo y el pensamiento liberal contemporáneo representa esta línea de pensamiento, ya que apuntan a ablandar las crueldades del mundo.
La lucha con el mundo se da en el marco de la idea de que una serie de transformaciones personales y sociales puede aumentar nuestra participación en los atributos asociados con la divinidad y darnos una vida mayor. Pone al amor por sobre el altruismo, rechazando la moral del dominio de interés propio para potenciar la solidaridad y enfatiza la humildad del amor individual. Esta orientación ha sido articulada en dos voces diferentes: la sagrada voz del Judaísmo, el Cristianismo y el Islam; y la voz profana de los proyectos seculares de liberación.

#### La Religión del futuro
La orientación espiritual de la lucha con el mundo ha dado nacimiento a movimientos seculares de emancipación en el mundo moderno, y es aquí donde Mangabeira Unger ve la religión del futuro. En su opinión, el problema es que, como religión establecida, esta orientación ha traicionado su sustento ideológico y ha hecho las paces con el orden existente. Ha aceptado las jerarquías de la estructura de clase de la sociedad y la mera transferencia de dinero como sinónimo de solidaridad, y ha reafirmado las bases de las instituciones políticas, económicas y sociales al tomar una postura conservadora respecto a la preservación de las mismas. 	Así, “para ser fiel a lo que hizo que esta orientación fuera persuasiva y poderosa en primer lugar, debemos radicalizarla contra las instituciones establecidas y las creencias dominantes."
El llamado de Mangabeira Unger es a una revolución que incluya tanto la transformación individual como la reorganización institucional, para crear cambios en la vida del individuo y en la organización de la sociedad. La primera parte del programa, de transformación individual, implica despertar del estado de aturdimiento en el que vivimos nuestras vidas y reconocer nuestra mortalidad y nuestra carencia de fundamento absoluto sin apelar a filosofías y teologías analgésicas. La segunda parte del programa, de transformación social, implica complementar la revolución metafísica con las prácticas institucionales, creando instituciones sociales que nos permitan derrocar nuestras restricciones y nuestro contexto y hacer de ese derrocamiento no un acontecimiento singular sino un proceso continuo. Este es el programa de la democracia empoderada, que apunta a reformas en la economía de mercado, la educación, la política y la sociedad civil. "La meta no es humanizar a la sociedad, sino divinizar a la humanidad. Es elevar la vida ordinaria a un nivel más alto de intensidad y de capacidad."

### Filosofía natural
Los argumentos de la filosofía de Mangabeira Unger contradicen la idea de Isaac Newton del observador independiente que se ubica por fuera del tiempo y del espacio, aborda el escepticismo de David Hume, rechaza la posición de Immanuel Kant y acata las especulaciones sobre universos paralelos de la cosmología contemporánea. Al hacerlo, aboga por fundamentar una visión del mundo y de la causalidad que esté abierta a todas las posibilidades, que no sea un sistema cerrado de opciones en el cual nuestro futuro sea gobernado por leyes y tipologías deterministas. Es un entendimiento de la sociedad que rechaza la naturalidad y la necesidad de los arreglos sociales actuales, “una forma de entendimiento de la sociedad y de la historia que se niega a justificar los arreglos presentes de una manera que reivindique su naturalidad”.
La tesis de la singularidad del mundo considera que el mundo es real. Por lo tanto, está en absoluto contraste con la física teórica y la cosmología contemporáneas que, en el intento de resolver el dilema de tener explicaciones semejantes a leyes en un universo que es único, especulan sobre la existencia de muchos universos. La lógica indicaría que esas leyes serían universales porque se aplicarían no solo a este universo único sino a todos los universos. Sin embargo, no hay evidencia empírica de múltiples mundos. La tesis de la singularidad de Mangabeira Unger puede lidiar mejor con nuestras observaciones empíricas y poner una plataforma conceptual que aborde los cuatro principales enigmas de la cosmología de hoy: el big bang, las condiciones iniciales, el problema de horizonte, y el valor preciso de las constantes, como la gravedad, la velocidad de la luz y la constante de Planck'.
La tesis de que el tiempo es real sostiene que el tiempo “verdaderamente es real” y que todo está sujeto a la historia. Apunta a “historizar” todo, incluso las leyes de la naturaleza, y desafía nuestro accionar cuando pretendemos que el tiempo es real pero no tanto (lo consideramos como si fuera real porque de lo contrario no habría relaciones causales, pero no tan real como para aceptar que las leyes mismas cambian.). Por el contrario, Mangabeira Unger indica que el tiempo es tan real que las leyes de la naturaleza también están sujetas a su fuerza y que por lo tanto deben cambiar. No hay leyes eternas que rigen el cambio; el tiempo precede a la estructura. Esta postura le otorga una historia al universo y hace que el tiempo sea no emergente, global, irreversible y continuo.
Al poner estas dos tesis juntas, Mangabeira Unger teoriza que las leyes de la naturaleza desarrollan juntas un fenómeno que explican. Las leyes y las condiciones iniciales evolucionan conjuntamente, de la forma en que ocurre cuando las células se reproducen y mutan en organismos de diferente nivel de complejidad orgánica. En términos cosmológicos, explica el pasaje de una estructura a la otra en los orígenes de universo, cuando el estado de la energía era alto pero no infinito, y la libertad de movimiento era mayor a la que existe cuando un conjunto conocido de leyes está operando. Las condiciones del universo en su etapa temprana son compatibles con las del universo que lo precedió. El nuevo universo puede ser distinto en estructura, pero ha sido hecho con lo que existía en el universo viejo (por ejemplo, la masa de partículas elementales, la fortaleza de las diferentes fuerzas y las contantes cosmológicas). A medida que el universo se enfría, los fenómenos y las leyes trabajan juntos con los materiales producidos por la secuencia; o sea, son materia que depende de la trayectoria. Y están constreñidos por la familia de semejanzas de las leyes efectivas en el trasfondo de las concepciones de estados alternativos del universo y de la sucesión de universos.

#### Las matemáticas y el único mundo real
Una consecuencia de las posiciones que apuntala Mangabeira Unger es la revisión del concepto y de la función de las matemáticas. Si solo hay un mundo –“empapado” completamente en el tiempo- entonces las matemáticas no pueden ser una expresión atemporal de universos múltiples que captura la realidad. En cambio, Mangabeira Unger, sostiene que las matemáticas son un medio para analizar el mundo apartado de la distinción temporal y fenomenológica. Al vaciar al mundo de tiempo y de espacio, estas pueden enfocarse mejor en un aspecto de la realidad: la recurrencia de ciertas formas en las que partes del mundo se relacionan con otras partes. Su objeto son los todos estructurados y los “paquetes” de relaciones, que vemos fuera de las matemáticas solo como corporizados en partículas atadas al tiempo de mundo manifiesto. De esta forma, las matemáticas extienden nuestros poderes para solucionar problemas como una prolongación de la comprensión humana, pero no son una parte del mundo.

## Influencia

### Recepción y crítica
En 1987 la revista Northwestern University Law Review dedicó un número entero a la obra de Mangabeira Unger, saludando la aparición de los tres volúmenes de su magnus opus Politics: A Work in Constructive Social Theory. Michael J. Perry, un profesor de derecho de la Northwestern University, elogió a Mangabeira por haber producido una teoría social que se atreve a combinar el derecho, la historia, la política y la filosofía dentro de una narrativa única y abarcadora. En años posteriores Cornel West, Perry Anderson, Richard Rorty, y muchos otros intelectuales prominentes han publicado ensayos detallados y elogiosos sobre el proyecto intelectual de Mangabeira Unger.
Algunos de los primeros comentaristas de Politics cuestionaron a Mangabeira Unger por criticar un sistema de pensamiento y su tradición histórica sin someterse a la misma mirada crítica. "Hay poco reconocimiento de que él mismo está escribiendo en un contexto socio-histórico particular”, escribió un crítico; “¿en que contexto se sitúa Unger y por qué ese contexto no es sometido al mismo martilleo?” se preguntaba otro. Ese tipo de crítica ha sido largamente respondida por Mangabeira Unger en su descripción de la ortodoxia revolucionaria y su bosquejo de la historia mundial.
Otros críticos han señalado una supuesta falta de visión y ejemplos concretos en sus propuestas sociales y políticas.Uno de ellos escribió: “es difícil imaginar cómo se traduciría decir el argumento de Unger en la práctica”, sosteniendo que “no nos dice qué hacer”. Otros han contestado que la falta de imaginación de esos lectores constituye precisamente el problema. Mangabeira Unger mismo ha respondido a esas críticas con las propuestas de alternativas en materia económica, social y política presentes en sus obras.

### Estilo
Mangabeira Unger escribe en un lenguaje que mezcla una enorme densidad teórica con una franqueza extremadamente llana. En una ocasión, The London Review of Books le devolvió un artículo sobre la nueva agenda de la izquierda que le había solicitado, diciendo que no era “lo suficientemente coloquial”. Mangabeira Unger respondió con una nota que decía “incluso en las conversaciones mi estilo nunca sería considerado coloquial”.
En general, los que han estudiado la obra de Mangabeira Unger han encontrado su estilo de escritura filosóficamente denso y sus explicaciones voluminosas. Uno de ellos llamó a su pensamiento político “un ejercicio teatral de mística política." Sin embargo, Richard Rorty y otros han derrochado elogios por sus atributos poéticos, comparando a Mangabeira Unger con Walt Whitman. Uno de los últimos libros, The Self Awakened: Pragmatism Unbound (en español – El Despertar del Individuo: Imaginación y Esperanza, Fondo de Cultura Económica), presenta su pensamiento en una forma más accesible y condensada.

## Acción política
Mangabeira Unger tiene una larga historia de participación política en Brasil. Estuvo involucrado en los partidos de oposición iniciales, que en los 70 y 80 se enfrentaban al gobierno militar. Escribió el manifiesto fundacional del Partido del Movimiento Democrático Brasileño (PMDB) en 1980. Sirvió como consejero principal de dos candidatos presidenciales y protagonizó sus propias campañas en 2000 y 2006. Fue Ministro de Asuntos Estratégicos en el gobierno de Lula de 2007 a 2009 y actualmente trabaja en una serie proyectos sociales y de desarrollo en el estado de Rondonia.
Su accionar político está impulsado por la idea de que la sociedad puede hacerse y rehacerse. A diferencia de Marx o Mill, que ponían a una clase social en particular como agente de la historia, Mangabeira Unger no ve un único vehículo para la política transformadora. El aboga por una revolución a escala global, pero no considera que esto ha de ocurrir a partir de un evento único o provocado por un agente de clase, como el movimiento comunista. En cambio, está abierto al cambio incremental, en que las instituciones pueden ser reemplazadas una a la vez, y en el que la plasticidad permanente pueda dar forma a la infraestructura institucional.
Esta postura ha hecho que su participación en la arena política sea episódica. Se ha involucrado en los niveles locales y nacionales en Brasil, apoyando a candidatos que prometían el cambio o compitiendo directamente el mismo, sirviendo en el gobierno nacional y protagonizando iniciativas sociales y políticas en todo el país.

### Actividad inicial
Mangabeira Unger comienza su actividad política a finales de los 70 cuando en Brasil maduraba la posibilidad de regresar a la democracia. En 1979, se presentó ante los líderes del Movimiento Democrático Brasileño (MDB) y fue nombrado como jefe de personal por Ulysses Guimaraes, el entonces líder del partido. Su trabajo inicial fue desarrollar las posiciones del partido y bosquejar propuestas de políticas públicas para los miembros del partido que servían en el Congreso. Cuando el régimen militar y disolvió el sistema bipartidista y estableció un sistema multipartidista, Mangabeira Unger trabajó para unir a los liberales progresistas y a la izquierda independiente no comunista en el PMDB. Como cofundador de ese partido, escribió su primer manifiesto. Pero dejó el partido luego de que la facción conservadora, que era parte del MDB pero había sido excluida inicialmente del PMDB, aumentara su influencia interna.
Después de dejar el PMDB a principios de los 80, Mangabeira Unger comenzó a buscar agentes políticos que sirvieran como vehículos para una alternativa nacional. En 1981 se unió al Partido Democrático Laborista liderado por Leonel Brizola, un ex gobernado de Río de Janeiro y figura de oposición de la izquierda desde antes de la dictadura. En los 80 trabajo con Brizola reclutando miembros a través del país y desarrollando posiciones políticas y un lenguaje político.
En 1983, Brizola – que en ese momento servía el Segundo de sus tres mandatos como gobernador de Río de Janeiro- nombró a Mangabeira Unger como director de la Fundación Estatal la Educación de Menores, una fundación manejada por el estado y dirigida al beneficio de los niños sin hogar. Durante el año que sirvió en esa capacidad comenzó un proceso de reformas radicales de las instituciones, como la apertura a la adopción’’ internacional y ala reintegración de los niños con sus familias. También estableció organizaciones comunitarias en la favelas para ayudar al sustento de las familias y prevenir el abandono de los niños.

### Campañas
En 1990, Mangabeira Unger protagonizó una campaña simbólica por un lugar en la Cámara de Diputados de Brasil. No tenía dinero ni estructura y solo hizo proselitismo durante ocho semanas. Su plataforma consistía en la reforma de las favelas, en las que discursaba permanentemente. Recibió 9.000 votos, 1.000 votos menos de los que necesitaba para ganar su banca. Sin embargo, ninguno de sus votos vino de las favelas. Todos vinieron de la clase media, entre la cual y en cuyos barrios no había hecho ningún tipo de campaña. 
Recordando la experiencia, Mangabeira Unger dice “fue algo absurdo… no tenía dinero, ni staff, iba a las favelas solo y repartía panfletos, a menudo a vendedores de drogas”. Lo vivido alimentó su convicción del que el sistema y las posibilidades estaban mucho más abiertos de lo que había pensado.
Mangabeira Unger trabajó como jefe de campaña de Brizola y su principal consejero político en sus intentos por llegar a la presidencia de Brasil en 1989 y 1994. En 1989, Brizola terminó en tercer lugar, perdiendo el segundo lugar –que le hubiera dado la posibilidad de competir en una segunda vuelta con Fernando Collor de Mello- por un margen muy pequeño a favor de Luiz Inacio Lula da Silva. Brizola y Mangabeira Unger apoyaron a Lula en el balotaje, pero Collor sería en definitivo el triunfador.
Mangabeira Unger también apoyó los intentos de llegar a la presidencia de exministro de Finanzas y gobernador Ceará, Ciro Gomes, en 1998 y 2002. En 1996 ambos habían escrito "O próximo passo". En 1998, Gomes tuvo el tercer lugar con 11% de los votos. Cuatro años después, obtendría el cuarto lugar con 12% de los sufragios. De nuevo, candidato y consejero apoyaron, en la segunda vuelta, a Lula, quien derrotaría a José Serra y llegaría a la presidencia. 
Con la experiencia de haber apoyado a otros, Mangabeira Unger descubrió que “estaba cometiendo el error clásico de los filósofos en la política, que es tratar de buscar a otro para que haga el trabajo”. En 2000, compitió en elecciones internas para ser candidato a alcalde de San Pablo, pero el líder del partido suspendió las internas cuando se hizo evidente que Mangabeira Unger ganaría la nominación y desafiaría el control del partido. También lanzó una campaña exploratoria para las elecciones presidenciales de 2006, con la intención de encabezar la fórmula del Partido Republicano Brasileño (PRB), pero el partido finalmente decidió no tener candidato propio y apoyar la reelección de Lula.

### Ministro de Asuntos Estratégicos en el gobierno de Lula
Mangabeira Unger consideró el primer mandato de Lula como conservador y manchado por el escándalo. Escribió una serie de artículos llamando al gobierno de Lula “el más corrupto de la historia de Brasil” y pidiendo juicio político para el presidente. A pesar de esas críticas, muchos de los colaboradores de Lula insistieron en que el presidente debería nombrar a Mangabeira Unger en un cargo del gobierno. En 2007, al iniciar su segundo mandato, Lula designó a Mangabeira Unger como jefe de la recientemente establecida Secretaría de Planeamiento a Largo Plazo (un cargo que terminaría convirtiéndose en Ministro de Asuntos Estratégicos).
El trabajo que realizó en su cargo fue un intento por aplicar su programa. Considerando que el futuro está en las pequeñas empresas y abogando por un fondo de capital rotativo que funcionaría con un fondo de capital de riesgo manejado por el gobierno, presionó por una rápida expansión del crédito a los productores más pequeños y por la organización de una red descentralizada de centros de apoyo técnico. También promovió soluciones políticas que ampliarían el acceso de las fuerzas productivas a la tecnología de información y que le permitirían a los estados equipar y monitorear a la sociedad civil en lugar de tratar de proveer servicios sociales exclusivos. Las iniciativas de Mangabeira Unger se enfocaban en “darle a los hombres y mujeres ordinarios los instrumentos para hacer que la vitalidad del país sea fértil y productiva” y en que los poderes y recursos del estado le permitan a la mayoría de los trabajadores pobres “seguir el camino de la vanguardia emergente”. En general, fueron iniciativas sectoriales y regionales apuntadas a prefigurar el modelo un de desarrollo basado en la ampliaciones de oportunidades económicas y educativas a partir de la democratización de la economía de mercado y la restructuración de la sociedad civil.
Mangabeira Unger apuntó a renovar la estructura educativa y modificó leyes laborales. Promovió la implementación de un modelo de educación secundaria en el que las habilidades analíticas y de resolución de problemas acompañen a una educación técnica enfocada en capacidades conceptuales y no en habilidades específicas para un trabajo determinado. También preparó leyes necesarias para asociar las jurisdicciones nacional, estadual y local en cuerpos comunes que pudieran intervenir conjuntamente cuando un sistema escolar local caiga por debajo de umbral mínimo aceptable de calidad “solucionando el problema de la forma en la que un administrador independiente lo haría con una empresa en crisis de acuerdo a los lineamientos del capítulo 11 de la Ley de Quiebras de Estados Unidos”. Asimismo, trabajó con los sindicatos del país en el diseño de nuevas leyes laborales dirigidas a proteger y a organizar a los trabajadores temporarios, subcontratados y a aquellos que trabajan en la economía informal.
Gran parte de la obra más influyente de Mangabeira Unger estuvo relacionada con las regiones. Un ejemplo de ello es la formulación de una estrategia de desarrollo para Amazonas. En ese sentido, escribió y propuso leyes que regularizarían el estatus de ocupantes ilegales de pequeñas tierras dándoles títulos de propiedad sobre las mismas. En esa ley se incluía también medidas de protección contra los potenciales ocupantes en gran escala. La intención era empoderar a los habitantes de las regiones cercanas al río Amazonas dándoles derechos de propiedad y ligando sus intereses a la preservación de la tierra, en lugar de seguir permitiendo el pillaje desenfrenado provocado por la existencia de derechos ambiguos. Aunque estas leyes fueron aprobadas, la falta de una adecuada estructura para implementarlas ha frenado la realización de una verdadera reforma.
La controversia no estuvo ausente en la gestión de Mangabeira Unger. Cuando Lula delegó en la coordinación del futuro de las políticas públicas relacionadas con Amazonas en mayo de 2008, la entonces Ministro de Medio Ambiente Marina Silva renunció a su cargo como protesta. Asimismo, cuando Lula puso bajo la ‘órbita del Ministerio de Asuntos Estratégicos al Instituto de Investigación Económica Aplicada (IPEA) –un think tank gubernamental previamente asociado a Ministerio de Planeamiento Estratégico, surgió en diversos sector el temor de que la institución, tradicionalmente vista como apolítica e independiente- se politizara y que el equipo de trabajo fuera desarmado luego de tres décadas de trabajo conjunto. Sin embargo, la designación por parte de Mangabeira Unger de Marcio Pochmann como presidente de IPEA probó ser una medida acertada y reconocida por los mismos sectores antes críticos. 
Mangabeira Unger permaneció en su cargo por dos años. En junio de 2009, Lula anunció que Mangabeira Unger dejaría su cargo y regresaría a Harvard, ya que esa institución tiene un límite estricto de dos años para los permisos de ausencia que confiere a sus profesores. Mangabeira Unger explicaría después que su decisión de renunciar fue una consecuencia de la situación de política. Al acercarse la campaña presidencial de 2010, las leyes que el propondría no podrían ser aprobadas. Además la oposición a su políticas por parte del PT lo ayudaron a tomar la decisión final. “Si hubiera seguido en mi cargo mis manos hubieran estados atadas y yo hubiera sido un rehén del sistema”, dijo.

### Actividad actual
La tarea política reciente de Mangabeira Unger se ha enfocado en el estado de Rondonia, ubicado en el noroeste de Brasil. Considera que los recursos humanos y naturales de ese lugar capacitan al estado a convertirse en la vanguardia de un Nuevo modelo de desarrollo para Brasil. Ha viajado por el estado dando charlas y alentando la discusión y actividad política en las diversas localidades. Trabajando junto con el gobernador João Aparecido Cahulla en proyectos de desarrollo, Mangabeira Unger ha delineado una serie de áreas prioritarias de trabajo. La primera es el intento por cambiar el modelo de agricultura intensiva a uno de industrialización de procesos a través de la recuperación de pasturas degradadas, la provisión de fertilizantes y la diversificación de la siembra y de la producción pecuaria. El Segundo proyecto clave pasa por la transformación de la educación, direccionándola hacia el pensamiento y la acción creativos. En ese sentido, ayudó a crear en Porto Velho la Escuela Teixeira, y está empujando la construcción de un Nuevo centro educativo de acuerdo a su teoría de reforma pedagógica, según la cual los delincuentes se reintegrarían a la vida municipal.

### Actividad fuera de Brasil
Durante la segunda mitad de los años 90’, Mangabeira Unger y el político mexicano Jorge Castañeda Gutman armaron una red informal de políticos y líderes empresariales apuntada a dibujar un Nuevo mapa político. La así llamada “Alternativa Latinoamericana” se dispuso a aportar una visión crítica del neoliberalismo acompañada por una estrategia distinta para alcanzar un nuevo modelo de desarrollo. Se intercambiaron propuestas apuntadas a garantizar a cada ciudadano sus “derechos sociales”, romper con los monopolios de los medios de comunicación, y organizar la supervisión de los ciudadanos de los presupuestos municipales, entre otras. El grupo mantuvo una serie de reuniones a lo largo de un lustro, de las que participaron el entonces ministro de finanzas Ciro Gomes, el senador chileno Carlos Ominami, los políticos argentinos Rodolfo Terragno y Dante Caputo y el futuro presidente de México Vicente Fox. Las reuniones resultaron en un documento, escrito en 1997, llamado el “Consenso de Buenos Aires”. Castañeda se refirió a ‘el como el fin del Consenso de Washington, el fin del neoliberalismo. El documento sería finalmente firmado por el presidente argentino Néstor Kirchner y su par brasilero Lula da Silva. Otros líderes latinoamericanos que lo firmaron fueron Ricardo Lagos, Cuauhtémoc Cárdenas, Sergio Ramírez, Fernando de la Rúa e Itamar Franco.
Mangabeira Unger ha también aconsejado y discutido sus ideas con numerosos políticos y candidatos presidenciales latinoamericanos, incluyendo a Vicente Fox cuando era gobernador de Guanajuato y luego como presidente. En una larga carta a Fox fechada en julio de 2001, Mangabeira Unger desplegó un programa económico para México y urgió a Fox a convertirse en un Roosevelt, no en un Hoover.
Durante la campaña presidencial de 2008 en Estados Unidos, Mangabeira estaba en contacto frecuente con Barack Obama, pero finalmente se transformaría en crítico del gobierno de su exalumno. Posteriormente, llamó a la derrota de Obama en las elecciones de 2012 como un primer paso hacia la reconstrucción del Partido Demócrata.

#### Actividad política en Argentina
En la visión de Mangabeira Unger el principal socio de Brasil es Argentina. Esa sociedad estratégica no se debe limitar a los intercambios comerciales. Por el contrario, Mangabeira Unger asegura que ambos países un día serán uno solo. Es por ello que critica al estado actual del Mercosur y de la Unasur, ya que los considera “cuerpos sin espíritu”. En su opinión, los líderes de los países pertenecientes a esas construcciones regionales han debatido temas comerciales, energéticos y de infraestructura, pero no han reconocido la necesidad imperiosa de formular un ideario común. Mangabeira Unger utiliza el ejemplo de Europa, que después de la Segunda Guerra Mundial se unió a partir de dos principios: la necesidad de evitar otra guerra devastadora en territorio europeo y el objetivo de presentar alternativa real a la forma de democracia desarrollada en Estados Unidos. Nada de eso ha ocurrido en Sudamérica. Y es por ese motivo que tan frecuentemente las relaciones bilaterales se ven afectadas por desacuerdos comerciales que no deberían ir más allá de lo anecdótico.
Desde su cargo de Ministro de Asuntos Estratégicos intentó avanzar una agenda común de iniciativas apuntadas al desarrollo conjunto de Argentina y Brasil. Su idea central fue fomentar la colaboración entre los ministros de ambos países y sus colaboradores con el objetivo de diseñar un ideario de desarrollo y dar los primeros pasos prácticos en dirección a su concreción. Al mismo tiempo, ayudó a abrir un debate franco entre la clase dirigente argentina sobre el futuro de esa nación. Luego de dejar su cargo continuo visitando ese país, viajando a las provincias de Santa Fe, Córdoba, Salta y Buenos Aires. Sus declaraciones en los medios de prensa argentina han tenido gran repercusión y un número creciente de sus libros fueron traducidos al español por iniciativa del Grupo Juramento, un grupo de colaboradores que asisten a Mangabeira Unger en sus iniciativas políticas y académicas.
Además de las reuniones individuales con miembros del gobierno nacional, gobernadores, líderes sindicales y empresariales, políticos opositores, académicos y periodistas, Mangabeira Unger se ha esforzado por sentar a sectores políticos y sociales opuestos en una misma mesa de diálogo, por lo que entre 2008 y 2011 organizó con ese propósito una serie reuniones llevadas a cabo en Argentina, en Brasil y en Universidad de Harvard.

## Libros
- Knowledge and Politics, Free Press, 1975.
- Law in Modern Society, Free Press, 1976.
- Passion: An Essay on Personality, Free Press, 1986.
- The Critical Legal Studies Movement, Harvard University Press, 1986.
- Politics: A Work in Constructive Social Theory, Cambridge University Press, 1987, in 3 Vols:

Vol 1 - False Necessity: Anti-Necessitarian Social Theory in the Service of Radical Democracy.
Vol 2 - Social Theory: Its Situation and Its Task - A Critical Introduction to Politics: A Work in Constructive Social Theory.
Vol 3 - Plasticity Into Power: Comparative-Historical Studies on the Institutional Conditions of Economic and Military Success.
- What Should Legal Analysis Become?, Verso, 1996
- O Próximo Passo: Uma Alternativa Pratica ao Neoliberalismo, Topbooks, 1996, con Ciro Gomes
- Politics: The Central Texts, Theory Against Fate, Verso, 1997, con Cui Zhiyuan.
- Democracy Realized: The Progressive Alternative, Verso, 1998.
- The Future of American Progressivism: An Initiative for Political and Economic Reform, Beacon, 1998, con Cornel West
- What Should the Left Propose?, Verso, 2006.
- The Self Awakened: Pragmatism Unbound, Harvard, 2007.
- Free Trade Reimagined: The World Division of Labor and the Method of Economics, Princeton University Press, 2007.
- The Left Alternative, Verso, 2009 (2nd edition to What Should the Left Propose?, Verso, 2006.).

### Libros publicados en español
- 1984, Conocimiento y Política, Ed. Fondo de Cultura Económica.
- 1999, La Democracia Realizada. La Alternativa Progresista, Ed. Manantial, ISBN 9789875000377
- 2009, El Despertar del Individuo. Imaginación y Esperanza, Ed. Fondo de Cultura Económica, ISBN 9789505578269
- 2010, La Alternativa de la Izquierda, Ed. Fondo de Cultura Económica, ISBN 9789505578382
- 2011, La Reinvención del Libre Comercio. La División Mundial del Trabajo y el Método de la Economía, Ed. Fondo de Cultura Económica. ISBN 9789505578917

### Artículos biográficos
- Guggenheim Gives Fellowships for '76. Unger Gets Tenure, Too
- Destination Sao Paulo

- Datos: Q569063
- Multimedia: Roberto Mangabeira Unger / Q569063